# Boonoo Boonoo River
Boonoo Boonoo River är ett vattendrag i Australien. Det ligger i delstaten New South Wales, i den sydöstra delen av landet, omkring 590 kilometer norr om delstatshuvudstaden Sydney.
I omgivningarna runt Boonoo Boonoo River växer i huvudsak städsegrön lövskog. Trakten runt Boonoo Boonoo River är nära nog obefolkad, med mindre än två invånare per kvadratkilometer. Genomsnittlig årsnederbörd är 1 201 millimeter. Den regnigaste månaden är januari, med i genomsnitt 242 mm nederbörd, och den torraste är juli, med 35 mm nederbörd.